# 梅津教知
梅津 教知（うめづ　のりとも、天保9年12月〈1839年1月〉 - 明治25年〈1892年〉6月10日、享年55才）は、神道家、神官（大講義）、女子教育推進者、士族。
教知は、教部省の官吏にして神道学者であった井上頼囶（天保10年（1839年）生 - 大正3年（1914年）没）の蔵書（神習文庫）に梅津教知の書簡があったことより、井上頼囶と面識があったと窺える。

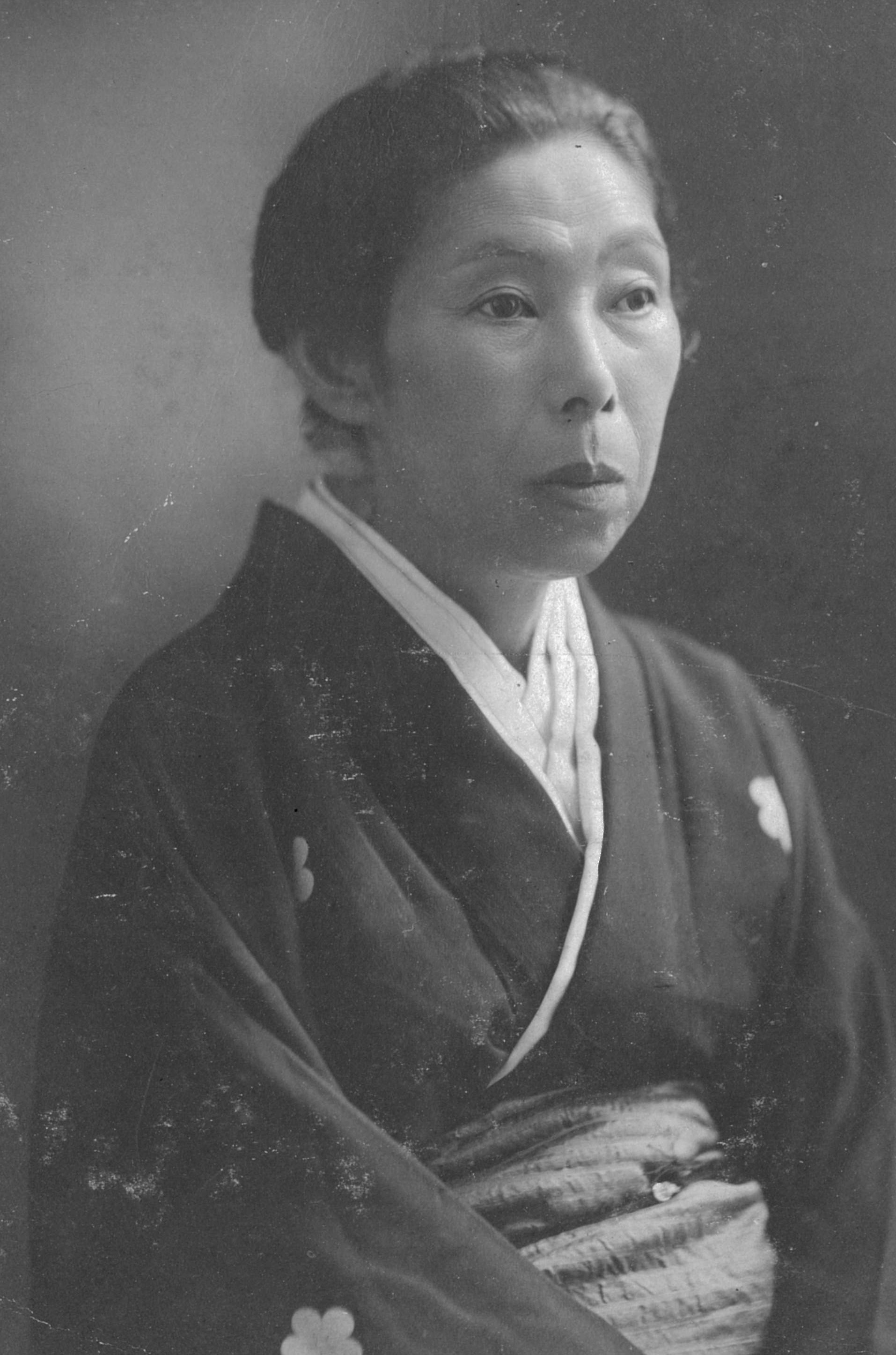
奥山 照子

## 生涯
明治元年（1868年）12月15日、奥山正胤（文化2年（1805年）生 - 明治17年（1884年）没、権大講義）の紹介により、平田篤胤家に入門した。梅津教知の名が明治元年に平田門人帳に登載されている。その後、静岡県三嶋大社の主典を務めた。
明治6年（1873年）2月28日、札幌神社（現北海道神宮）初代宮司兼教導職の大講義に任じられた。
同年3月30日、大教院に「教法宣布の管見」たる意見書「北海道教法見込」[注釈1]を提出した。この「北海道教法見込」は、神仏合同の大教宣布を目指した提案であったと看做すことができるもので、大教院の中教正鴻雪爪および権大教正三条西季知を通じて、4月17日に教部省に伺い出された。また同日に梅津教知が教部省に上申するために著わしたと考えられる「女教考案」が、井上頼囶所蔵書類にある[注釈2]。
5月18日、「神拝祝詞」を著わす[注釈3]。
6月17日、明治政府の教部省の方針のもと、女教院が開講し、7月22日、東京の神田大和町にて女教院の教師である奥山照子（梅津教知の妻）および平田長子が、「女教師請待」として説教を行った[注釈4]。
7月、現地に赴任することなく、札幌神社宮司をわずか5ヶ月ばかりで退職した。のち、金華山黄金山神社祠官を務めた。
明治12年（1879年）1月9日、梅津教知私邸（仙台市東二番丁76番地）に、私立仙臺女紅場（せんだいじょこうば、教育施設)を、妻奥山照子と共に開設した[注釈5～11]。女紅場の運営には教知の弟の梅津貞範が関わった。教知は、自ら著した「女教考案」に見られる女子教育の理念を唱えるのみに留まらず、実際に女紅場を設立し運営したことより、行動力、実践力のある人物であったと評価できる。
梅津教知のもうひとつの邸宅（東二番丁42番地）跡には、明治28年（1895年）仙台女子実業学校が設けられ、その後、明治30年（1897年）、同地に仙台市高等女学校（現：宮城県宮城第一高等学校）として開校した。
墓所は東昌寺（宮城県仙台市青葉区青葉町八番一号、臨済宗）にある。同墓内には、義弟であり札幌神社の権宮司を務めた小幡虎信（弘化4年（1847年）生 - 明治8年（1875年）没、権大講義）の墓もある。

## 系譜

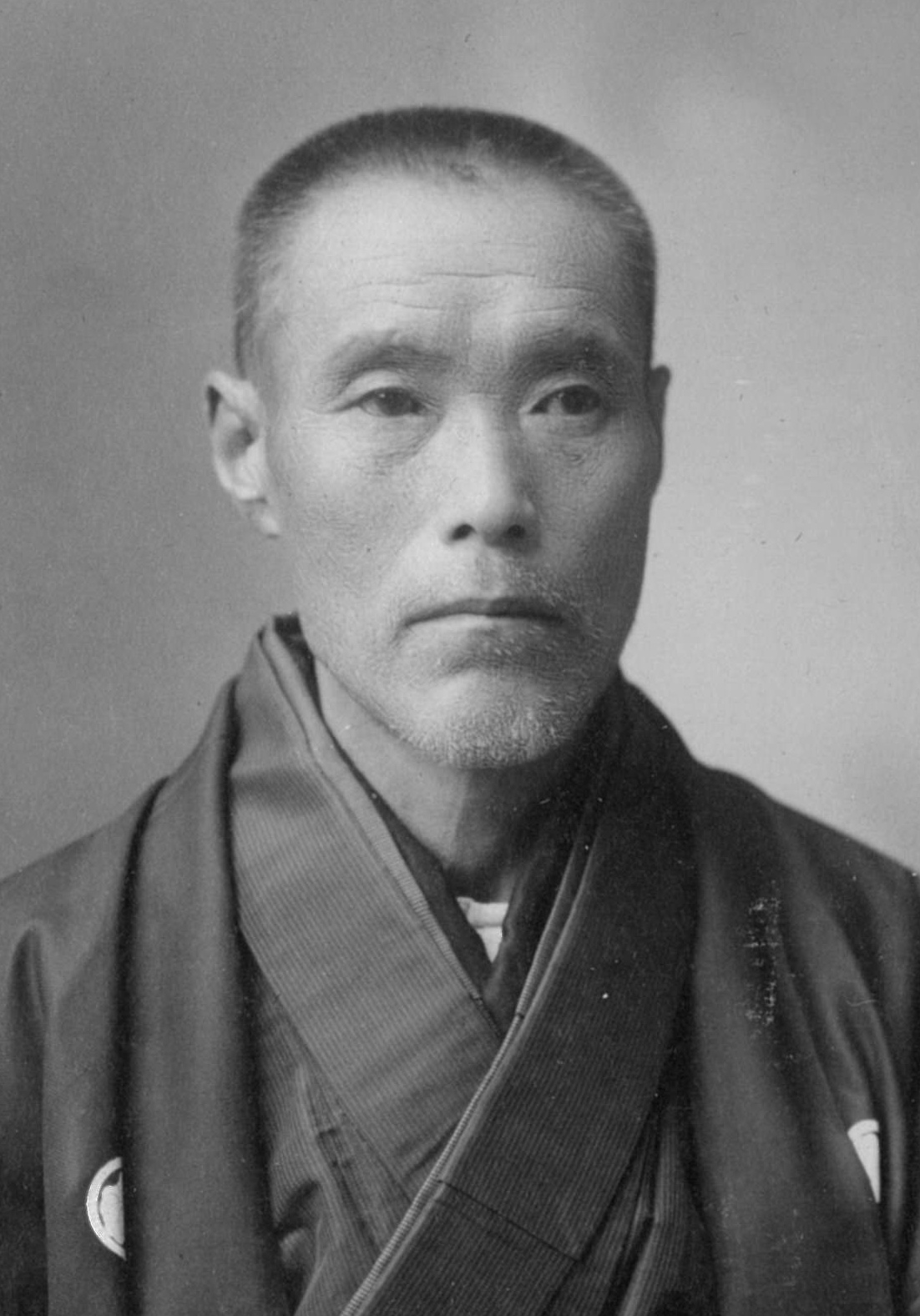
梅津貞範

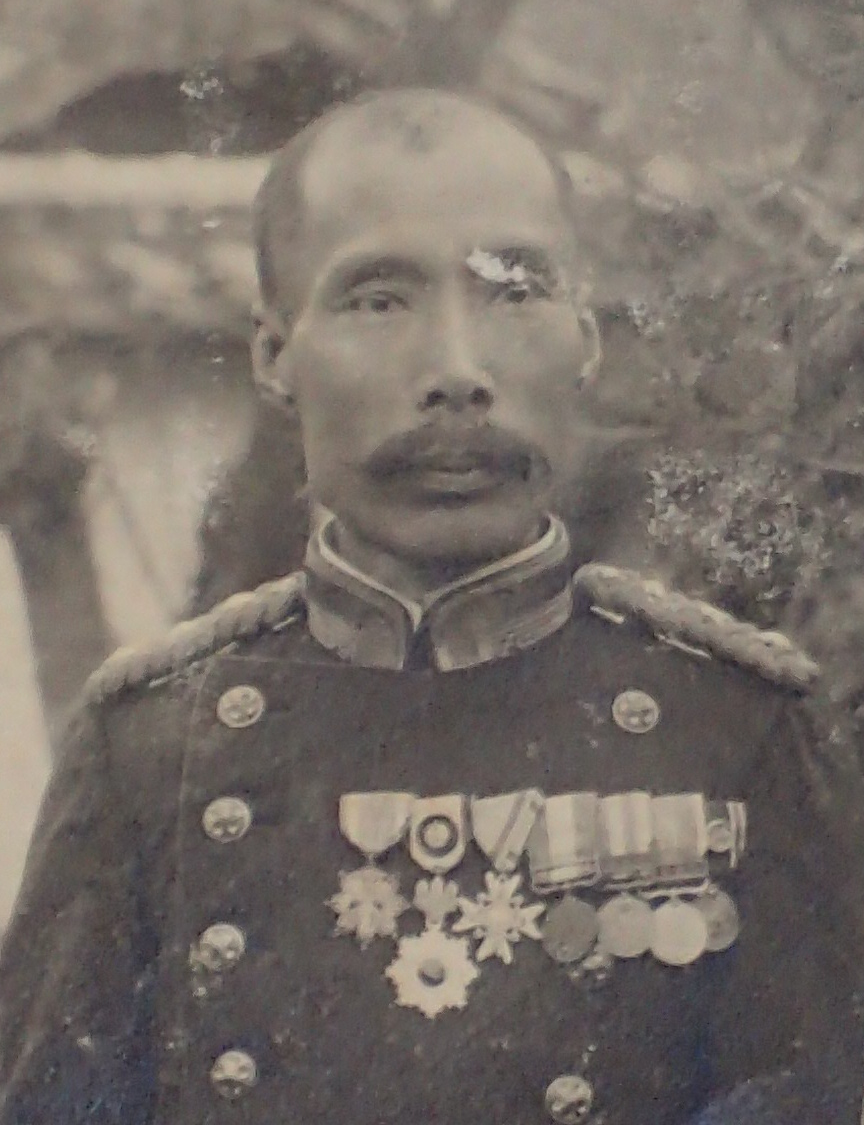
梅津敬治